# Sophira biangulata
Sophira biangulata är en tvåvingeart som först beskrevs av Meijere 1924.  Sophira biangulata ingår i släktet Sophira och familjen borrflugor. Inga underarter finns listade i Catalogue of Life.